# MGR-1 (ロケット)
MGR-1 オネスト・ジョン
トラックのM386発射機上にあるMGR-1A オネスト・ジョン。
- 用途：地対地戦域攻撃
- 分類：地対地ロケット弾、核ロケット
- 設計者：ダグラス・エアクラフト
- 製造者：ダグラス・エアクラフト、エマーソン・エレクトリック
- 運用者

  - アメリカ（アメリカ陸軍）
  - イギリス[1]
  - 韓国[2]
  - ギリシャ[2]
  - デンマーク[3]
  - トルコ[2]
  - 西ドイツ[4]
  - フランス[5]
上記を含む13カ国
- 初飛行：1951年6月29日（XM31）
- 生産数：約15,000基
  - 7,799基 (MGR-1A)[6]
  - 7,089基 (MGR-1B)[6]
- 生産開始：1952年6月16日
- 運用開始：1954年6月1日（アメリカ陸軍）
- 退役：1982年7月9日（登録抹消）
- 運用状況：退役

MGR-1 オネスト・ジョン（英: Honest John）は、アメリカ合衆国初の核弾頭搭載地対地ロケット(弾)である。想定された主な用途は戦術核攻撃であったが、核弾頭の代わりに通常の高性能炸薬弾頭を搭載することもできるように設計されていた。当初の制式名は基本型がM31、改善型がM50であった。
オネスト・ジョンは、1951年6月に初めて試験され、1954年から在欧米軍に配備された。当初は臨時的な配備を予定していたが、運用が簡単で即応性が高かったことから、地対地誘導ミサイルが次々に代変わりしていく中、30年弱にわたって運用され続け、アメリカ陸軍では1982年に退役した。

## 開発

### 基本型オネスト・ジョン
オネスト・ジョンの開発は、1950年5月にアメリカ陸軍武器科長官房局 (Office, Chief of Ordnance, OCO) が、レッドストーン兵器廠に特殊用途の大型野戦ロケットの予備設計研究に関する責任を割り当てたところから始まった。同年秋から大型野戦ロケットの予備設計作業が始まったが、コスト削減と開発期間短縮の手段として、まだ使える在庫資材の最大限の使用が議会の決定によって規定されていた。同年9月、陸軍武器科長は大型野戦ロケット計画を陸軍省プライオリティIAで確立し、その翌月には初期設計研究が完了して大型野戦ロケットの実現性実証モデル5基の組み立て作業が進行中であった。OCOは同年10月26日に予備研究のためにダグラス・エアクラフトと契約し、同年12月には、すべての関係部局と契約者の活動の調整を含む技術監督をレッドストーン兵器廠司令官へ移した。また、それと同じ時期に大型野戦ロケット計画は当時のレッドストーン兵器廠司令官オルガー・N・トフトイ准将によって「オネスト・ジョン」という名称を与えられた。
1951年1月、陸軍次官は先の1950年10月26日の契約を補助する形でダグラスとの正式な契約を承認した。契約の主な目的は、組み立てユニットとしての実際の構成要素の設計、開発、製造と試験を通して武器システムの実現可能性の確かな証明を示すことであった。

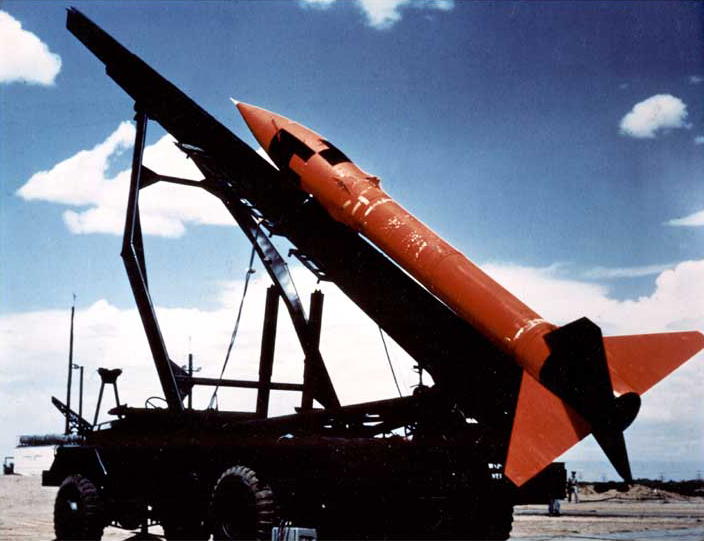
M289発射機上のMGR-1A (M31) 基本型オネスト・ジョン。

5基の実現性実証モデルの飛行試験は、ホワイトサンズ性能試験場で1951年6月29日から8月7日に実施され、この試験で誤差は大きいものの、単純な無誘導ロケットとしては許容できる精度で1,500 lbのペイロードを20,000 yd（約26.5 km）の距離に到達させることができることを証明できた。陸軍長官をはじめとする陸軍幕僚はオネスト・ジョンの単純さと精度を評価し、開発計画の最大限の加速を指示した。オネスト・ジョンの正式な手続きを踏んだ要求仕様は、計画の加速が指示されたほぼ1か月後の同年8月25日に形式的に確立されたことからも、当時の陸軍幕僚の評価の高さがうかがえる（本来の順序は反対）。アメリカ陸軍武器科とダグラスのチームによる最初の試験モデルの設計から開発、製造、組み立てまでわずか9か月未満であったことからも、これは顕著な成果と言えた。そのうえ、最初の試験飛行が最も成功していた。一連の試験結果から、基本型オネスト・ジョンは非常に精度の高いシステムとして技術的実現性が認められ、同年8月から臨時の非常用兵器として基本型オネスト・ジョンの全規模開発 (Full-Scale Development, FSD) が始まった。
1952年6月2日、ダグラスは、設計図面の作成と仕様の調査だけでなく、新たに再設計されたロケットの試作50基の製造契約を与えられ、さらに同年6月16日に基本型オネスト・ジョンの最初の限定生産契約を受領した。限定生産の基本型オネスト・ジョンはXM31と呼ばれ、1953年1月にアメリカ陸軍に納入された。
1952年11月、レッドストーン兵器廠はオネスト・ジョン2,000基の大量調達が承認された1953会計年度の計画を実行し始めたが、オネスト・ジョンにおける技術的な進歩が全規模生産を正当化するのに十分でないという理由で陸軍武器科長は追加の精度試験を要求し、調達数を200基に減らした。1953年6月に実施された20回の追加飛行試験の完了で初期の技術的な不足が修正されたことが示され、基本型オネスト・ジョンは、その軍用性能を完全に満たした。これを受けて同年9月1日、基本型オネスト・ジョンはXM31からM31に変更され、研究開発の成果である最終的な試作図面と仕様が残りの1,800基の調達のために発簡された。これにより、オネスト・ジョンの全規模生産へ移行すると同時に製品改善および生産プログラムが始まった。サービス・テストの完了までサブスティチュート・スタンダード（仮標準）であった。ダグラスは、1954年1月に最初の量産基本型オネスト・ジョン・システムを納入し、同月に193回目の研究開発飛行試験が完了した後、M31 オネスト・ジョンの開発は終了した。
1954年1月22日、レッドストーン兵器廠はダグラスと共にエマーソン・エレクトリック・マニュファクチャリング社にオネスト・ジョンの主要な共同契約者として1954会計年度契約を与えた。エマーソンは、オネスト・ジョンの二次供給者として1954会計年度に1,800基調達の半分の900基を生産することになるが、ダグラスは1954会計年度調達分の残り半分の900基の生産契約を同年4月2日に結んだ。同社はまず最初に、ダグラスで描かれたすべての機械製図の凡例の内容を制限することによってエマーソンによる競合契約を防ごうとした。陸軍武器科長は、アメリカ陸軍武器科所管の図面の凡例の内容を制限することが重大な契約違反であることを書面でダグラスに通知するよう契約担当者に指示することでこの論争を解決し、以降の図面の凡例が適切に取り扱われるようにした。しかし、この後もダグラスとの契約関連争議は尾を引いていくことになる。
1954年1月28日から3月3日の間に実施された24回の兵器システム試験は、模擬戦術状況下でオネスト・ジョン・システム全体の適合性と精度を測定するために、ホワイトサンズ性能試験場で実施された。オネスト・ジョン・システムが野戦砲兵の運用に適したものと見込まれていたが、大幅な改善が必要と判断され、同年7月に基本型オネスト・ジョンの大きな不足を修正するのに必要な構成要素の変更の完了後、その改善は証明された。
1954年春、オネスト・ジョンは臨時のシステムとしてヨーロッパに配備された。これは、アメリカ合衆国初の戦術核兵器であった。同年6月1日、最初の8つのオネスト・ジョン中隊の配備が完了した。

### 改善型オネスト・ジョン

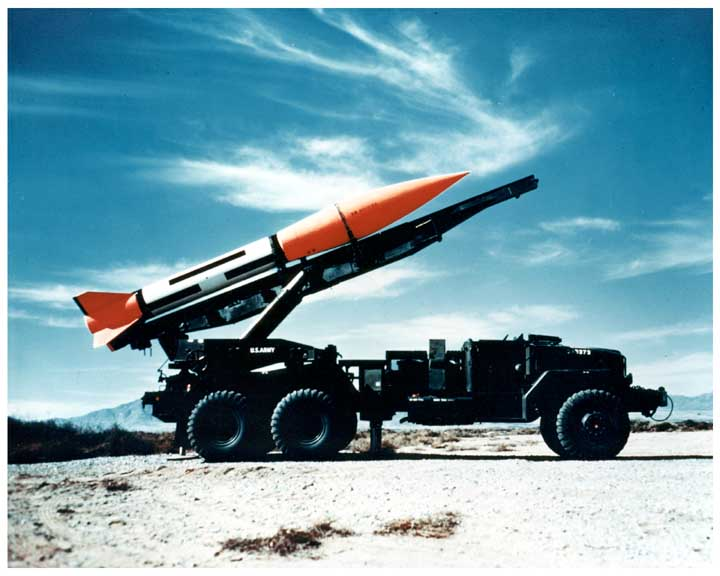
M386発射機上のMGR-1B (M50) 改善型オネスト・ジョン。

1954年11月、アメリカ陸軍はオネスト・ジョン精度改善プログラムの開始を認可し、1955年前半からレッドストーン兵器廠とダグラスは、公式にオネスト・ジョン改善プログラムの研究を開始した。レッドストーン兵器廠研究室は全体的な計画の技術監督管理を行っただけでなく、主契約者と同等として扱われ、ダグラスはレッドストーン兵器廠研究室に対して下請けを負った。ダグラスは、1953年5月からオネスト・ジョン・シニアと呼ばれる全射程ロケットの設計提案の研究を開始していたが、オネスト・ジョン・シニアは研究開発資金の不足だけでなくオネスト・ジョン改善プログラムに該当する高い国防権限のため採用されず、ダグラスは改善プログラム開始後も改善したフィン・スピン・システムとロケット・モーターで完全に新しいロケットの開発を推薦し、1955年5月から1956年2月の間のホワイトサンズ性能試験場で実施された改善型オネスト・ジョンの研究試射で改善フィン・スピン設計が誤差の主な原因を取り除くという当初の予測が正しいことを示したが、射程精度をどんなに改善したとしてもまったく新しいロケットの設計を必要としたため、結局資金の制限によって基本型オネスト・ジョンの改良版への移行を余儀なくされた。この基本型の改善は、XM31E2と呼ばれていたが、1956年2月以降3か月間中断された。
1955年1月27日。ダグラスは、改善型オネスト・ジョンのために改定された仕事の範囲をカバーする新しい研究開発契約のコスト提案を提出した。ダグラスは、標準的な6 %の固定料金に6 %の利益をさらに再生産権として加えた。これは、1954会計年度の基本型オネスト・ジョン生産契約の競争契約で表面化した所有権問題に引き続くものであり、この要求によって交渉は中断したが、1955年5月、ダグラスは6 %の標準的な利益率とダグラスおよびエマーソン双方の利益を保護する適切に修正された所有権条項に基づき、交渉を再開することに同意した。同年6月29日、ダグラスは改善型オネスト・ジョンの研究開発における2つの原価および固定料金 (cost-plus-fixed-fee, CPFF) 契約を受けた。これらの契約の1つは、改善プログラムの基本的な研究開発段階をカバーした。もう1つは後でサインされる補助契約で、デミジョンと呼ばれる短射程能力を除く、計画されたプログラム以外の全段階を含む作業の範囲を増やすものであった。
ダグラスは、1956年6月から8月まで新型オネスト・ジョンのために基本的な構成を確立するための補助研究を請け負い、その成果は後のXM50になるModel DM-8Dと呼ばれるロケット設計提案になった。オネスト・ジョン改善プログラムは、新型の開発の準備をするために新たにその方向性が定められ、ダグラスは1957年にXM50ロケットの基本設計を完了した。
1958年6月17日から1959年7月16日の間、XM50改善型オネスト・ジョンはホワイトサンズ・ミサイル射場で研究開発試験、エンジニアリング・テストおよびサービス・テストの一連の飛行試験を受け、XM50ロケットはこれらの試験中に初めて発射された。試験中の同年6月から、オネスト・ジョン改善プログラムを完全に終了すべきか、資金の供給を続けるべきかを決定するために陸軍上層部のチェック（レビュー）を受審した。オネスト・ジョン・プログラムに対する全責任を引き継いだアメリカ陸軍兵器ミサイル軍 (AOMC) とアメリカ陸軍ロケット誘導ミサイル局 (ARGMA) は、8回の飛行試験の後の同年9月4日にXM50改善型オネスト・ジョン・ロケットの条件つきのリリースを推薦し、同年10月に計画と資金供給の続行が決定された。
しかし、研究開発試験プログラムでXM50ロケットの設計に精度に関する大きな問題がまだ残っていることが判明したため、1958年4月1日にARGMAはスピン安定化システムの見直しを要求し、従来のストレート・スピン・システムの採用を薦めた。この技術的アプローチの変動により、改善型オネスト・ジョン・プログラムは同年9月から1959年2月の約6か月間遅れることになり、研究開発経費の大幅な増大をも招いた。1959年4月9日から5月5日に実施された従来のストレート・スピン・システムによるXM50ロケットの研究開発試射では、水平面精度は許容できることが示されたが、射程精度はなおも問題であり続けた。修正されたXM50ロケットの精度試験が同年6月19日に再開され、同年7月2日に一連の研究開発精度試験の最後の試射が実施され、実験データは戦術兵器として考えた場合にXM50改善型オネスト・ジョンがM31基本型オネスト・ジョンより優れていることを示した。これを受けて同年9月、XM50ロケットは1,020基の1960会計年度調達のために限定生産に指定され、陸軍長官もこれを承認した。XM50ロケットは、1963会計年度の半ばまで限定生産カテゴリーに分類されていたが、1962年12月13日、改善型オネスト・ジョンは限定生産 (XM50) からスタンダードA (M50) に指定された。

## 特徴
M31 基本型オネスト・ジョンは、M6固形燃料ロケット・モーターを動力とする直径762mmの無誘導ロケット弾であり、2基のM7スピン・モーターを用いるスピン安定化ロケットであった。ロケットは、弾頭、ロケット・モーターおよび安定翼の3つの部分に分解されてトラックとトレーラーで運搬され、発射の前に発射地点でそれらの部分を組み立てた。ロケットはM289またはM386発射機に乗せられた後、照準を定められ、およそ5分で発射できた。オネスト・ジョンは、わずか6人の人員とクレーン1機で発射準備ができたため、1950年代のすべてのアメリカの核兵器のうちで運用が最も簡単であった。その単純さのため、陸軍部隊は、精度も射程も優れた誘導ミサイルであったMGM-5 コーポラルやMGM-18 ラクロスよりも実際にはオネスト・ジョンを好んだ。

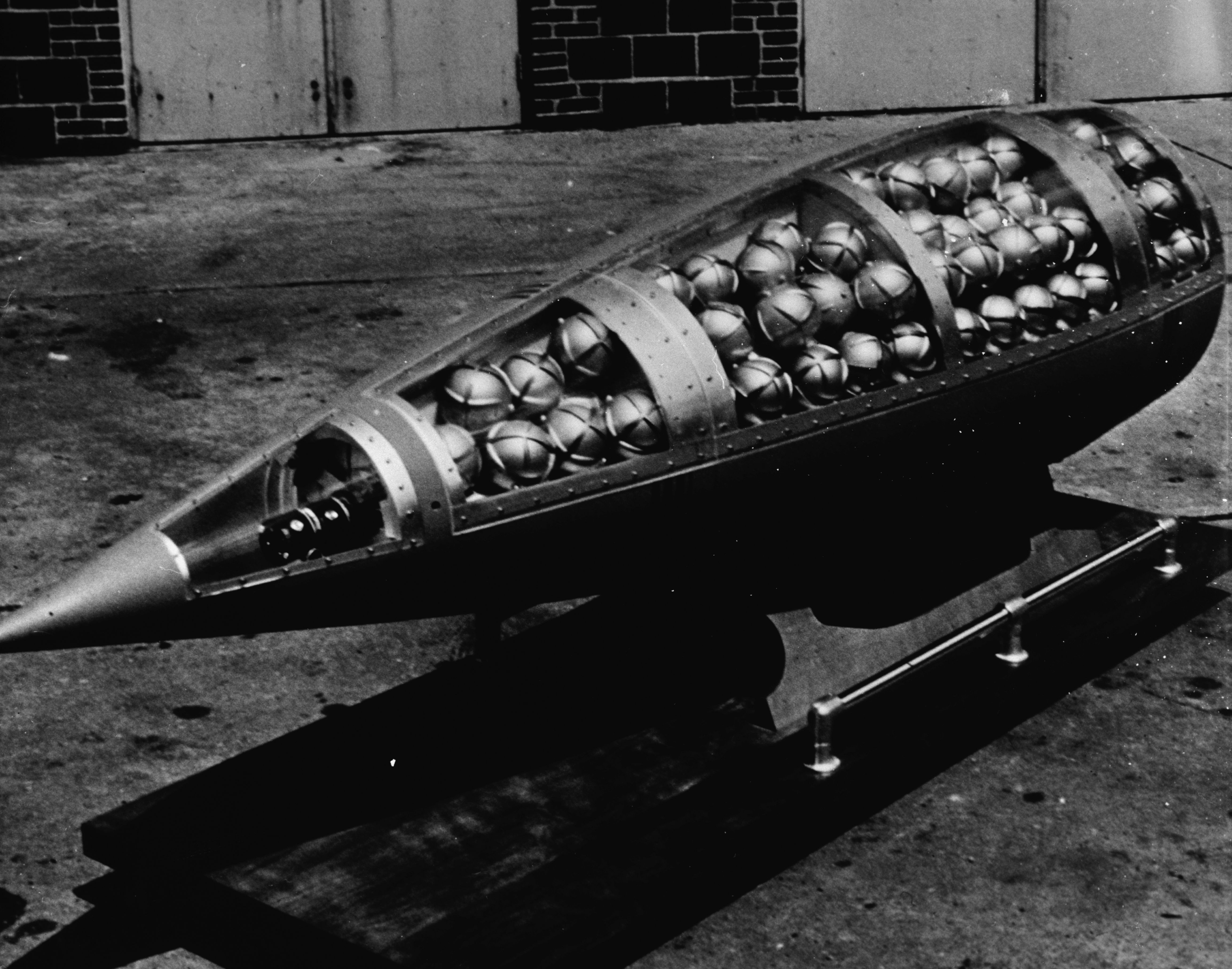
オネスト・ジョンの弾頭の内部を見えるようにしたもの。サリンを詰める無数のM139小型化学弾が見える。なお、この写真はデモ用の弾頭で実弾ではない（1960年頃）。

オネスト・ジョンは当初、最高20 ktの核出力を持つW7核弾頭を装備していたが、後に最高40 ktの可変核出力を持つW31弾頭を装備できるようになった。固体燃料ロケット・モーターは構造が単純で推進剤を充填する手間がなく取り扱いやすい反面、一度点火された後は推力を調節することができないため、および核弾頭を使用した場合の砲兵の安全を確保するために極端に近距離の目標には使用できない。最小射程は5.5 km (3.4 mi) であり、発射後約8秒の時限信管により起爆する。最大射程は26.5 km (16.5 mi) で高度信管により起爆した。1960年代には、神経ガスであるサリンのクラスター弾頭をオネスト・ジョンにも搭載できた。
M50 改善型オネスト・ジョンは、大幅に改良されてより高い推力を得られ、かつ重量の軽い固体燃料ロケットモーターを持ち、安定性の改善のためにまったく新しいフィンが採用された。これらの変化は、射程を約2倍にし、大幅にロケットの精度を改善した。ただし、ロケット・モーターの推力増大に伴って最小射程も若干伸びた。最小射程時には時限信管、最大射程時には高度信管を用いて起爆するのは基本型と同様である。弾頭部は基本型と共通であるため、先端部分の寸法は同じで、独特のくびれ部分から後ろの長さが短くなっている。そのため、安定翼が小型化されていることも相まって改善型は相対的に弾頭部が大きくなっているように見える。
1963年6月、改正された命名規則に基づき、すべてのオネスト・ジョンはMGR-1シリーズに改名された。

## 名前の由来
開発当初、無誘導ロケット弾に巨額の開発費をかけることには疑問の声が上がっていた。そうしたなか、トフトイは自身の批判が受け入れられないと「どういうわけか、みんな俺のことをオネスト・ジョンと呼ぶんだ」（Why, around these parts, I'm called 'Honest John!'）と言うのが口癖の人物と同席する出来事があった。トフトイは批判されていたプロジェクトに、この口癖を当てはめることを思いついて上官に提案した。

## 各型
| 旧名称    | 新名称 |
| --------- | ------ |
| M31(全型) | MGR-1A |
| M50       | MGR-1B |
| M50A1     | MGR-1C |

- XM31 - 基本型オネスト・ジョンの限定生産型
- M31 - 基本型オネスト・ジョンの生産型
- M31A1 - 基本型オネスト・ジョンのロケット・モーター僅少改善型
- M31A1C - 基本型オネスト・ジョンの発射環境温度を拡大した型
- M31A2 - 基本型オネスト・ジョン最終型
- XM50 - 改善型オネスト・ジョンの限定生産型
- M50 - 改善型オネスト・ジョンの生産型
- M50A1 - 改善型オネスト・ジョンの生産性改善型
- MGR-1A - 基本型オネスト・ジョン。M31から改称。
- MGR-1B - 改善型オネスト・ジョン。M50から改称。
- MGR-1C - 改善型オネスト・ジョン生産性改善型。M50A1から改称。

### MGR-1A

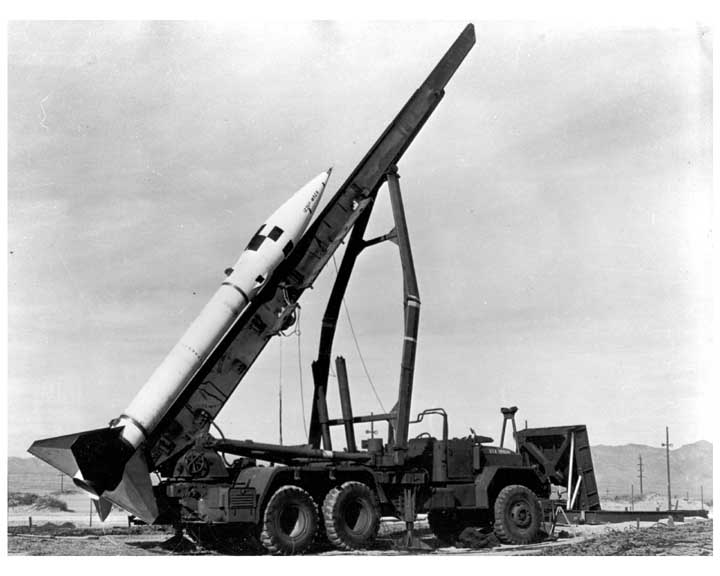
M289発射機から発射態勢をとるオネスト・ジョン。

1954年9月、改良されたM6A1ロケット・モーターを使用する基本システムの準最終バージョンであるM31A1 オネスト・ジョンはスタンダードに指定され、M31はリミテッド・スタンダードとして再指定された。M31A1の標準化でM31の基本的な設計が固まった。さらに発射できる温度範囲を拡張したM31A1Cは、1956年秋に陸軍のスタンダード・アイテムに指定され、生産が開始された。1959年、M31シリーズの最終版であるM31A1Cロケットに生産工学改善を取り入れたM31A2が使用できるようになった。最初の製品納入は同年6月から始まり、1962年12月中旬まで続いた。M31A2は、スタンダードAとしてM31A1Cモデルを補った。
1962年12月13日。M31A1CとM31A2をアメリカ陸軍はスタンダードAからスタンダードBに指定し、初期のM31モデルをオブソリート（旧式）に指定した。1952年から1960年の間に、合計7,799基のM31基本型オネスト・ジョンが生産された。

### MGR-1B

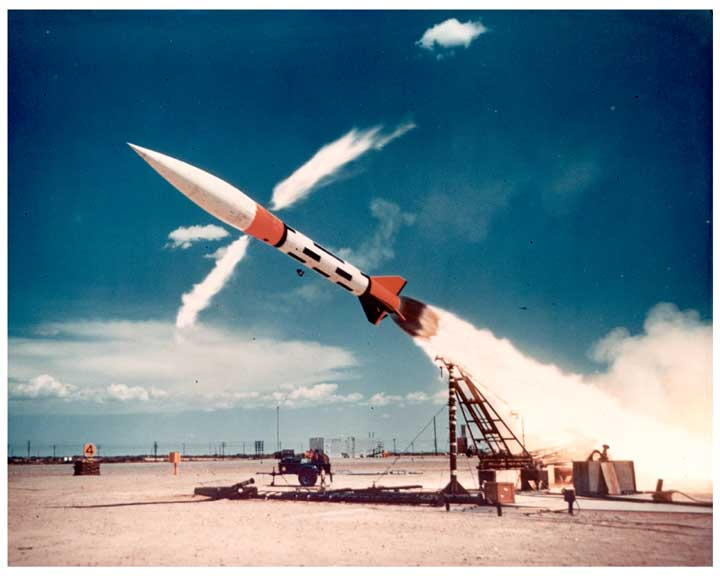
XM50の試射。

改善型オネスト・ジョンは、1961年5月にすべての要素が揃った戦術ユニットとして最初に現地に到着し、1962年内には、アメリカ合衆国内および国外の陸軍砲兵大隊は、改善型オネスト・ジョンを装備していた。
オネスト・ジョンは1973年からMGM-29 サージェントとともにMGM-52 ランスに更新されたが、NATO軍とアメリカ陸軍州兵 (ANG) に1982年まで配備されていた。同年7月9日にすべてのオネスト・ジョンのロケット・モーター、発射機および関連する地上装備アイテムがオブソリートに指定され、アメリカ陸軍からは退役した。1960年から1965年の間に、合計7,089基のM50改善型オネスト・ジョンが生産された。M50A1と称される製造改良版もあった。

## 現存するMGR-1
次のリストは、オネスト・ジョンを展示している博物館である。
- カロライナ航空博物館（ノースカロライナ州シャーロット） - 2基展示されているが、両方ともフローレンス航空ミサイル博物館から移されてきた。
- アメリカ空軍 宇宙とミサイルの博物館（フロリダ州ケープ・カナヴェラル空軍ステーション）
- オクラホマ州フォート・シル
- ヘンドン博物館（イギリス）

## 仕様
出典：the HONEST JOHN monograph, Designation-Systems.Net

### MGR-1A (M31)
- 全長： 8.31 m （27 ft 3 in）
- 翼幅： 2.64 m （8 ft 8 in）
- 直径： 0.76 m （30 in）
- 発射重量： 2,510 kg （5,530 lb）
- 速度： M 2.3
- 高度： 9,430 m （30,900 ft）
- 射程： 5.5 - 26.5 km （3,500 - 20,000 yd[6], 3.0 - 14.3 nm, 3.4 - 16.5 mi）
- 機関： ハーキュリーズ M6 固体燃料ロケット・モーター
推力： 411 kN （92,500 lbf）
燃焼時間： 4.3 s
- 弾頭
  - W7 核弾頭（核出力：20 kt）
  - W31 核弾頭（核出力：2 - 40 kt）
  - 高性能炸薬弾頭（680 kg, 1,500 lb）

### MGR-1B (M50)
- 全長： 7.57 m （24 ft 10 in）
- 翼幅： 1.42 m （4 ft 8 in）
- 直径： 0.76 m （30 in）
- 発射重量： 1,980 kg （4,360 lb）
- 速度： M 2.9
- 高度： 17,000 m （55,800 ft）
- 射程： 6.1 - 40 km （30 miles）
- 機関： ハーキュリーズ 固体燃料ロケット・モーター
  - 推力： 480 kN （108,000 lbf）
  - 燃焼時間： 3.38 s
- 弾頭
  - W7 核弾頭（核出力：20 kt）
  - W31 核弾頭（核出力：2 - 40 kt）
  - 高性能炸薬弾頭（680 kg, 1,500 lb）

## 登場作品
初期の東宝特撮映画にはM289発射機に搭載されたMGR-1Aが登場する。これは当時、核爆弾を搭載できるオネスト・ジョンが在日米軍に配備されることが国会で社会党（現・社民党）から問題視されており、そうした政情に対する風刺として登場したためである。
『空の大怪獣ラドン』
阿蘇山のラドンの巣を攻撃するのに出動。苛烈な集中射撃により、阿蘇山の噴火を誘発した。
『ウルトラQ』
第8話に登場。モグラ怪獣モングラーへの攻撃に動員された。映像は『空の大怪獣ラドン』の流用。
『地球防衛軍』
ミステリアンドームに対する第1次、第3次攻撃に使用。いずれもミステリアン側から反撃を受けなかった。
この攻撃シーンは、『空の大怪獣ラドン』のシークエンスシーンをスタンダードサイズから、シネスコサイズ版にトリミングされている。
『惑星大怪獣ネガドン』
ネガドンへ攻撃を行なうが通用しなかった。なお、作中の年代は昭和百年（2025年）と設定されているため、71年間も使用されていることになる。
これらの登場作品では、いずれも陸上自衛隊もしくは防衛隊所属という設定である。また、『地球防衛軍』にはオネスト・ジョンに類似した自走ミサイル発射機という兵器が登場している。